# Стойка (авиация)
Стойка — в авиации вертикальный силовой элемент ферменной конструкции фюзеляжа, также может служить для подкрепления и придания жёсткости крыльям и оперению летательного аппарата (ЛА).
Кроме того, стойка шасси является основным силовым элементом шасси летательного аппарата, воспринимающим и передающим на конструкцию планера концентрированные статические и динамические нагрузки, возникающие при взлёте и особенно при посадке летательного аппарата.

## Стойка в ферме
В ферменных фюзеляжах все нагрузки воспринимает пространственная ферма, составленная из трёх или четырёх плоских ферм. Основными силовыми элементами такой конструкции, помимо стойки, являются раскосы (подкосы), расчалки и лонжероны. Стойка в ферменной конструкции фюзеляжа работает на растяжение и сжатие. 
В настоящее время ферменные фюзеляжи почти не используют, им на смену пришли балочные фюзеляжи, где есть работающая обшивка, которая воспринимает вместе с каркасом из лонжеронов, стрингеров и шпангоутов изгибающие и крутящие моменты.

## Стойка шасси
Стойка является основным силовым элементом шасси самолёта, воспринимающим и передающим на конструкцию планера концентрированные статические и динамические нагрузки, возникающие при взлёте и посадке. Основные элементы стойки шасси:
- амортизатор шасси — для обеспечения максимальной плавности хода при движении по аэродрому, а также гашения ударов, возникающих в момент приземления (часто используются многокамерные азото-масляные длинноходные амортизаторы), могут быть установлены также дополнительные стабилизирующие демпферы;
- складывающийся подкос, воспринимающий нагрузку от лобовых сил;
- раскосы — стержни, расположенные по диагонали шарнирного многоугольника, образованного стойкой и подкосом, и обеспечивающие геометрическую неизменяемость этого многоугольника;
- траверса — элемент крепления стойки к крылу или фюзеляжу;
- механизм ориентации стойки шасси — для разворота стойки при её убирании или выпуске;
- узел у нижнего основания стойки — для крепления оси колёс к стойке;
- замки, обеспечивающие фиксацию стойки в выпущенном и убранном положениях;
- цилиндры механизма выпуска и убирания шасси.

В начальный период развития авиации стоки шасси при полёте самолёта были неубирающимися. Это было одним из основных источников аэродинамического сопротивления. Для его снижения сначала стали устанавливать обтекатели на колёса и стойки, а затем при появлении скоростных самолётов началось широкое применение убирающегося шасси, хотя это увеличивало массу и усложняло конструкцию шасси.
На большинстве российских и зарубежных пассажирских самолётов стойка шасси убирается вдоль по размаху крыла в сторону фюзеляжа.